# Jacques Cambessèdes
Jacques Cambessèdes (Montpellier, 1799 — 1863 foi um naturalista e botânico francês.